# Thalassophryne amazonica
Thalassophryne amazonica är en fiskart som beskrevs av Steindachner, 1876. Thalassophryne amazonica ingår i släktet Thalassophryne och familjen paddfiskar. Inga underarter finns listade i Catalogue of Life.